# 天讎
《天讎——一個中國青年的自述》，英文著作文革紀實長篇小說，作者凌耿以紅衛兵（「廈八中」頭目）第一人稱紀錄，詳實寫出文革初期（1966年—1968年）經過，包括：福建紅衛兵鬥爭省黨委韓先楚、全中國9次紅衛兵「大串聯」、波希米亞式的浪漫到北京謁見毛主席，天安門廣場百萬人頭鑽動、一片紅（毛語錄）盛大熱烈場面、批鬥王光美（清華大學紅衛兵主鬥，廈門第八中學「紅衛兵829公社」至北京助鬥）、數百名不同派系紅衛兵持械武鬥廝殺殘忍場面、最後18歲女友「梅梅」擔任戰場護士卻不幸中彈身亡，導致18歲的凌耿萬念俱灰跳海游泳至金門大擔島，投奔台灣成為當年國民黨樣板宣傳人物……
美國《紐約時報》、中華民國前總統蔣經國當年皆推薦此部小說。最初發表時，為單篇英文文章"The Making of a Red Guard"，由《紐約時報》於1970年發表，隨後於1972年發表"The Revenge of Heaven：Journal of a young Chinese."與中文譯本是香港新境傳播出版發行的天讎，譯者為台灣大學外文系的劉昆生和丁廣馨。
2016年2月，台灣大塊文化出版社邀請原作者郭坤仁重新出版中文原著版本，並加1970年後的紀實與當時照片，命名為《從前從前有個紅衛兵》。

## 查禁
- 因為小說裡記敘紅衛兵串聯時食宿極佳，與當年台灣政府宣傳之粗食破陋不符合，凌耿也拒絕再版修改，曾在台灣被禁止發行。[3]

## 讚譽
- 台灣「地下派」(被押成地下)知名的無名作家盛讚此部小說是「20世紀中文第一名小說」，並認為小說塑造出（應有此人）閩南姑娘「「梅梅」（Mei Mei）已經是20世紀中國文學的鮮明形象代表人物與聖尊（Idol））、文革之救贖」。[來源請求]
- 小說一開始，是文革爆發初的6月，作者在廈門家鄉，剛起床聽著鼓浪嶼法國殖民地時期的鋼琴樂音與海，想著蘇聯藝術電影《追紅汽球的小孩》，相當詩情畫意。
- 台灣中央研究院文哲所研究員李奭學於2006年5月29日於台灣中國時報標題〈中國文學不能承受的重：文革小說40年〉裡亦讚：「……扣人心弦的程度絕不輸金庸」。[4]